# Libertà e Rifondazione
Libertà e Rifondazione (in spagnolo Libertad y Refundación, LIBRE) è un partito politico honduregno di sinistra.

## Storia
È stato creato dal FNRP (Frente Nacional de Resistencia Popular) il 26 giugno 2011 insieme ad altre due forze politiche della sinistra honduregna, il Partito di Rinnovamento Patriottico (ex Partito Comunista dell'Honduras) e il Partito di Unificazione Democratica.
L'11 febbraio del 2012, dopo aver raccolto più di 80 000 firme, Libertà e Rifondazione ha scelto ufficialmente la sua futura candidata alla presidenza della Repubblica dell'Honduras, l'ex first lady Xiomara Castro, moglie dell'ex presidente Manuel Zelaya. Xiomara Castro alle elezioni del 2013 era accompagnata sul ticket presidenziale da Juan Barahona, leader popolare del FNRP, dal politico Enrique Reina e dall'imprenditrice Juliette Handal come candidati designati alla vicepresidenza.

## Risultati elettorali
| Elezione          | Voti      | %     | Seggi    |
| ----------------- | --------- | ----- | -------- |
| Parlamentari 2013 | 756.839   | 27,51 | 37 / 128 |
| Parlamentari 2017 | 1.360.442 | 23,44 | 30 / 128 |
| Parlamentari 2021 | 1.716.793 | 51,12 | 50 / 128 |